# Tjustbygdens Järnvägsförening
Tjustbygdens Järnvägsförening (TJF) bildades år 1979 för att bevara material från järnvägarna runt Västervik. Numera ansvarar TJF även för all trafik på Smalspårsjärnvägen Hultsfred-Västervik, en sträcka som man trafikerat i olika omfattning ända sedan 1981 då SJ fortfarande ägde och trafikerade banan. TJF samarbetar med Förvaltnings AB Smålandsbanan (FAS), som äger och underhåller järnvägen och dess byggnader, som exempelvis stationshus, lokstall och godsmagasin.
Tjustbygdens Järnvägsförening använder i huvudsak rälsbussar av typen YP i sin sommartrafik, vilken är mycket omfattande och sker dagligen under sommarens mest intensiva period.
All verksamhet som bedrivs inom föreningen och på smalspårsjärnvägen Hultsfred-Västervik är helt och hållet frivillig och oavlönad. Arbetet utförs av medlemmarna som är spridda över landet, men medlemmar i Danmark och Tyskland förekommer också.